# Thyreus picicornis
Thyreus picicornis är en biart som först beskrevs av Morawitz 1875.  Thyreus picicornis ingår i släktet Thyreus och familjen långtungebin. Inga underarter finns listade i Catalogue of Life.